# Ci e la musica due
『Ci e la musica due』(チ・ェ・ラ・ムジカ・ドゥエ）は、2003年11月19日発売された木根尚登7枚目のミニ・アルバム。発売元はR&C Japan。

## 概要
前作『Ci e la musica〜約束された物語』の続編作品。本作・前作の2枚のミニ・アルバムの楽曲・歌詞とリンクした小説『七つの角笛〜Ci è la musica〜』が2003年11月28日にメディアファクトリーより出版された。

## 収録曲
| 全編曲: 西脇辰弥。 |                                               |           |           |       |
| #                  | タイトル                                      | 作詞      | 作曲      | 時間  |
| 1.                 | 「赤と黒」                                    | 木根尚登  | 木根尚登  | 5:59  |
| 2.                 | 「ドロンパのテーマ 〜the theme of Doronba〜」 |           | 西脇辰弥  | 1:10  |
| 3.                 | 「TROOPING FAIRY」                            | 木根尚登  | 木根尚登  | 3:56  |
| 4.                 | 「LA MAGIA 〜無人のフィレンツェ〜」           |           | 西脇辰弥  | 1:14  |
| 5.                 | 「MADRE」                                     | 木根尚登  | 木根尚登  | 4:46  |
| 6.                 | 「天国の扉 〜mio tesoro〜」                   |           | 木根尚登  | 2:59  |
| 合計時間:          | 合計時間:                                     | 合計時間: | 合計時間: | 20:04 |

## クレジット
- Produced: 木根尚登
- All Vocal & Background Vocal:木根尚登
- Drums, Percussions, Keyboards, Chromatic Harmonica: 西脇辰弥
- Additional Vocal (#6): ながいまや
- Mixed, Recorded: 永井はじめ
- Mastered: 前田康二
- Illustration, Design: 押金美和
- Creative Coordination: SUGAR INC.
- Photograph: 管野秀夫
- A&R: 和泉かな
- Production Supervisor: Sam Nagashima
- Executive Produced: 橋爪健康